# A pillangó
A pillangó (eredeti cím: Le papillon) 2002-ben bemutatott francia filmvígjáték-dráma, melyet Philippe Muyl írt és rendezett.
A film magyarországi bemutatója: 2004. február 12.

## Cselekmény
Julien (Michel Serrault), magányos, idősödő özvegyember szenvedélyes pillangógyűjtő. Elsa (Claire Bouanich) nyolcéves kislány, aki az édesanyjával, egy fiatal nővel, Isabelle-lel él és nemrég költöztek Julien szomszédságába. Az anya rendszerint távol van, így lányát hosszú időre egyedül hagyja, és Elsa elkezdi látogatni a vonakodó Julient.
Egy nap Julien úgy dönt, hogy a Vercors-fennsíkra megy, hogy megkeresse az Isabelle nevű ritka pillangót (Graellsia isabellae), amely mindössze 72 órán át képes élni. Elsa elhatározza, hogy anélkül, hogy szólna neki, csatlakozik a kalandhoz, és elbújik a kocsijában. A keresés során Julien elárulja, hogy a lepkegyűjtés a fia szenvedélye volt, aki nagyon fiatalon meghalt. A fia arra kérte Julient, hogy találja meg az Isabelle pillangót, ezért Julien számára olyan fontos a pillangó. 
A történet bonyolódik, amikor Elsa édesanyja nem találja őt, és hisztérikusan jelenti be lánya eltűnését, esetleges elrablását. A rendőrség keresőcsapatot és mentőhelikoptert küld a lány keresésére.
Elsa egy gödörbe zuhan, miközben Juliennel túrázik. Julien felhívja a hatóságokat, akik Elsa megmentésére érkeznek. Julient emberrablással gyanúsítják, és rövid időre őrizetbe veszik. Egy Sebastian nevű kisfiú segít kiszabadítani Elzát a gödörből, és a lány hazamehet az édesanyjával.
Amikor Julien és Elsa visszatérnek az útról, hogy megkeressék az Isabelle pillangót, észreveszik, hogy a Julien által kapott lepkebáb gubóban végig benne volt az Isabelle pillangó. Julien útjára küldi a pillangót, hogy az meglátogathassa elhunyt fiát.
Minden boldogan végződik, mivel Julient szabadon engedik, amikor rájönnek, hogy soha nem rabolta el Elsát. Isabelle, Elsa édesanyja megengedi, hogy továbbra is találkozhasson Juliennel és tanulmányozhassa vele a pillangókat. Julien, Elsa és az édesanyja is nagy hasznát veszi egymás jelenlétének.

## Szereplők
- Michel Serrault – Julien
- Claire Bouanich – Elsa
- Nade Dieu – Elsa édesanyja, Isabelle
- Hélène Hily – Marguerite asszony, gondnoknő
- Françoise Michaud  – a kávézó pincérnője
- Pierre Poirot  – a rendőrkapitányság rendőre
- Jacky Nercessian  – másik rendőr
- Jacques Bouanich  – Sébastien apja (a stáblistában Jean-Jacques Bouanich)
- Catherine Cyler – Sébastien édesanyja
- Jerry Lucas – Sébastien
- Francis Frappat – földmérő

## Fogadtatás

### Kritika
A film-dienst számára A pillangó egy „kis történet, amely költői, lélektanilag érzékeny családi filmmé fejlődik, mélyen átélt igazságokkal a másik emberhez való egzisztenciálisan szükséges közelségről”. „Érzékeny és tele költészettel: ez a barátság öreg és fiatal között egy kis filmcsoda” - írja a Cinema.de.  „Szórakoztató, megható és élénk, mint a pillangók [...] ez a fantáziadúsan mókás kalandfilm tavaszi szellőt enged a vászonra” - írta a Der Spiegel'.
Az amerikai filmkritikusok véleményét összegző Rotten Tomatoes 80%-ra értékelte 20 vélemény alapján.
A filmkritikusok véleményét közlő Metacritic 64 pontot adott rá a lehetséges 100-ból, 11 filmkritikus véleménye alapján.

## Fordítás
- Ez a szócikk részben vagy egészben  a   The Butterfly (2002 film) című angol Wikipédia-szócikk fordításán alapul.  Az eredeti cikk szerkesztőit annak laptörténete sorolja fel. Ez a jelzés csupán a megfogalmazás eredetét és a szerzői jogokat jelzi, nem szolgál a cikkben szereplő információk forrásmegjelöléseként.